# Elsa Blomqvist
Elsa Sofia Blomqvist, född 26 augusti 1896 i Högsjö församling i Västernorrlands län, död 11 juli 1977 i Sankt Görans församling i Stockholm, var en svensk författare.

## Biografi
Elsa Blomqvist var dotter till kommunalordföranden Gustaf Blomqvist (f. 1862 i Stora Mellösa) och hans maka Helga Sofia Holmström (1863–1922). Efter genomgångna studier vid Härnösands elementarläroverk för flickor tog hon som privatist realskoleexamen. Därefter utbildade hon sig till skolkökslärare och avlade examen 1921 vid Ateneum för flickor i Stockholm.